# Sgurr na Carnach
Sgurr na Carnach är ett berg i Storbritannien.   Det ligger i kommunen Highland och riksdelen Skottland, i den nordvästra delen av landet, 700 km nordväst om huvudstaden London. Toppen på Sgurr na Carnach är 1 002 meter över havet, eller 146 meter över den omgivande terrängen. Bredden vid basen är 0,75 km.
Terrängen runt Sgurr na Carnach är huvudsakligen kuperad, men den allra närmaste omgivningen är bergig. Trakten runt Sgurr na Carnach är nära nog obefolkad, med mindre än två invånare per kvadratkilometer. Närmaste större samhälle är Glenelg, 16,6 km väster om Sgurr na Carnach. Trakten runt Sgurr na Carnach består i huvudsak av gräsmarker.